# Абердинский требник

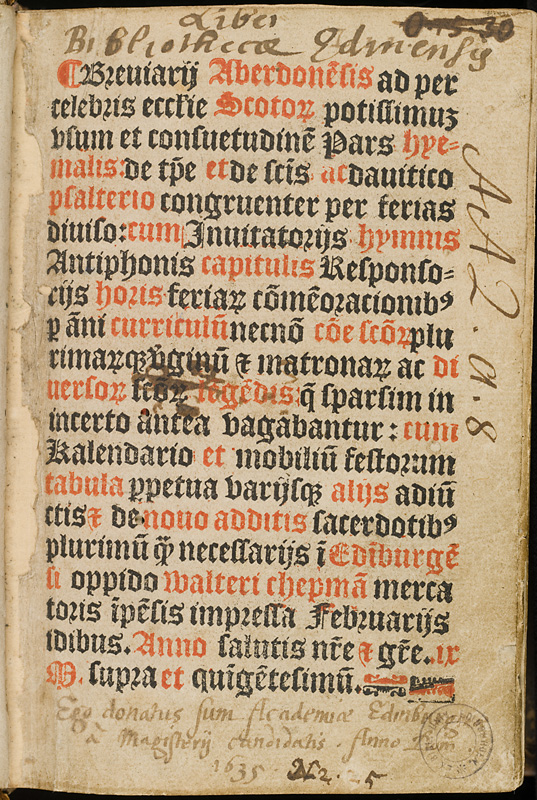
Первая страница требника.

Абердинский требник (Aberdeen Breviary, лат. Brevarium Aberdonense) — шотландский католический требник XVI века, основанный на литургии Сарумского обряда.
Требник был составлен епископом Абердинским Вильямом Эльфинстоном, который занимался сбором материалов, а также лично написал значительную его часть, в первую очередь - жития святых Шотландии, в частности, житие святого Монана. Эти жития долгое время представляли большой исторический интерес и использовались шотландскими мартирологистами и болландистами.
Согласно королевскому мандату от 15 сентября 1501 года, этот требник был объявлен главным требником Церкви Солсбери в Шотландии, но на деле он выступал в этой роли непродолжительное время, поскольку Церковь Шотландии прекратила существование в 1560 году. Он был издан в 1507 году шотландским первопечатником Эндро Милларом (Androw Myllar, 1503–1508), создавшим фирму Chepman and Myllar Press в Эдинбурге. До наших дней сохранились четыре экземпляра первого издания. Позднее Абердинский требник был перепечатан в 1854 году.
Особенностью этого требника является то, что в дни поминовения святых все девять чтений утрени сосредоточены на событиях их жизни.